# Слаломный (порог)
Слаломный — речной порог на горной реке Чуя в Республике Алтай. Порог относится к четвёртой категории сложности по российской классификации. Длина порога составляет около 3 километров.

## Физико-географические характеристики порога
Порог Слаломный расположен в нижнем течении реки Чуя в ущелье с высокими берегами. Порог начинается сразу после порога Классический (3 к. с.) на правом повороте реки у отметки «411 км» федеральной трассы Р256 (Чуйский тракт) в республике Алтай (Онгудайский район). Формально граница между порогами почти отсутствует, ориентиром начала порога Слаломный служит левый приток Чуи.

## Технические характеристики порога
Порог Слаломный относится к 4 категории сложности по российской классификации. Длина порога составляет около 3 километров. Фактически, порог представляет собой каскад порогов, идущих подряд на длительном протяжении. Порог обычно проходят без разведки. Характерными препятствиями порога являются валы, ямы и бочки, высота и глубина которых может достигать 1,5 метров. На всём протяжении порога в русле довольно много надводных камней размером до 4—5 метров. Траектория движения сложная, местами с поворотами на 90°. Проходы между камнями бывают достаточно узкие, шириной 3—4 метра. В некоторых местах встречаются прижимы. При прохождении порога обычно практикуется страховка с воды.

## Туризм
Порог Слаломный является одним из препятствий при сплавах по Нижней Чуе. Порог является проходимым для плотов (рафтов), катамаранов, каяков.
Прохождение порога Слаломный входит в программу международного соревнования по водному туризму «Чуя-Ралли». Порог проходится в рамках 14-километровой гонки по Нижней Чуе. Традиционно соревнования «Чуя-Ралли» проводятся в начале мая. Первые соревнования в международном формате прошли в 1989 году.